# Ferruccio Fölkel
Ferruccio Fölkel (Trieste, 1921 – Grado, 12 agosto 2002) è stato uno scrittore, poeta e curatore editoriale italiano.

## Biografia
Gli avi paterni erano giunti a Trieste dall’Ungheria alla metà dell’Ottocento. Ferruccio Fölkel, lasciata la città natale con la famiglia in seguito alle Leggi razziali fasciste, dopo la seconda guerra mondiale si trasferì a Milano, iniziando a lavorare per la Mondadori, con ruoli di importanza crescente. Collaborò a riviste quali  "Il Mondo", "Tempo presente", "La Fiera Letteraria", "Diario". Tra le sue curatele (numerose quelle di scrittori americani per la collana degli Oscar Mondadori), si ricorda quella delle Storielle ebraiche, pubblicate per la prima volta nel 1988 da Rizzoli, ristampate più volte e seguite dalle Nuove storielle ebraiche.

## Opere principali
- Monade: 33 poesie del giudeo, Milano, Guanda, 1978
- La Risiera di San Sabba: Trieste e il litorale adriatico durante l'occupazione nazista, Milano, Mondadori, 1979 (varie ristampe nella Biblioteca Universale Rizzoli)
- Trieste provincia imperiale: splendore e tramonto del porto degli Asburgo (con Carolus Cergoly), Milano, Bompiani, 1983
- Racconto del 5744, Pordenone, Studio tesi, 1987
- Storielle ebraiche, introduzione, scelta e note a cura di, Milano, Rizzoli, 1989 (varie ristampe, ultima Milano, BUR, 2007 con nuovo sottotitolo "Il fiore dell'umorismo yiddish")
- Nuove storielle ebraiche, introduzione, scelta e note a cura di, Milano, BUR, 1990